# نشر (هندسة)

مثال على نشر مخمس إلى معشر عن طريق تحريك الحافات (أضلاع في هذه الحالة) بعيدًا عن المركز وإقحام حافات جديدة في الفجوات. يكون النشر "متسقًا" إذا كانت جميع الحافات لها نفس الطول.

صورة متحركة تُظهر مكعبًا (وثماني الوجوه) منشورًا

في الهندسة، النشر (بالإنجليزية: Expansion) هو عملية على متعددات الأكناف تُفصل فيها الأكناف [الإنجليزية]
 وتُحرَّك شعاعيًا، وتُشكَّل أكناف جديدة عند العناصر المنفصلة (الرؤوس، والحافات، وما إلى ذلك). وبالمثل، يمكن تصور هذه العملية عن طريق الحفاظ على الأكناف في نفس الوضع ولكن مع اختزال حجمها.
يؤدي نشر متعدد أكناف محدب [الإنجليزية]
 منتظم [الإنجليزية]
 إلى إنشاء متعدد أكناف محدب متسق [الإنجليزية]
.
بالنسبة لمتعددات الوجوه، فإن متعدد الوجوه المنشور يحتوي على جميع وجوه المتعدد الأصلي، وجميع وجوه المتعدد الثِّنْويّ، ووجوه مربعة جديدة في مكان الحافات الأصلية.